# IC 2999
IC 2999 је спирална галаксија у сазвјежђу Велики медвјед која се налази на листи објеката дубоког неба у Индекс каталогу.
Деклинација објекта је + 31° 20' 54" а ректасцензија 12h 5m 57,5s. Привидна величина (магнитуда) објекта IC 2999 износи 14,8 а фотографска магнитуда 15,6. IC 2999 је још познат и под ознакама CGCG 158-17, KUG 1203+316, PGC 38352.